# Guía turística

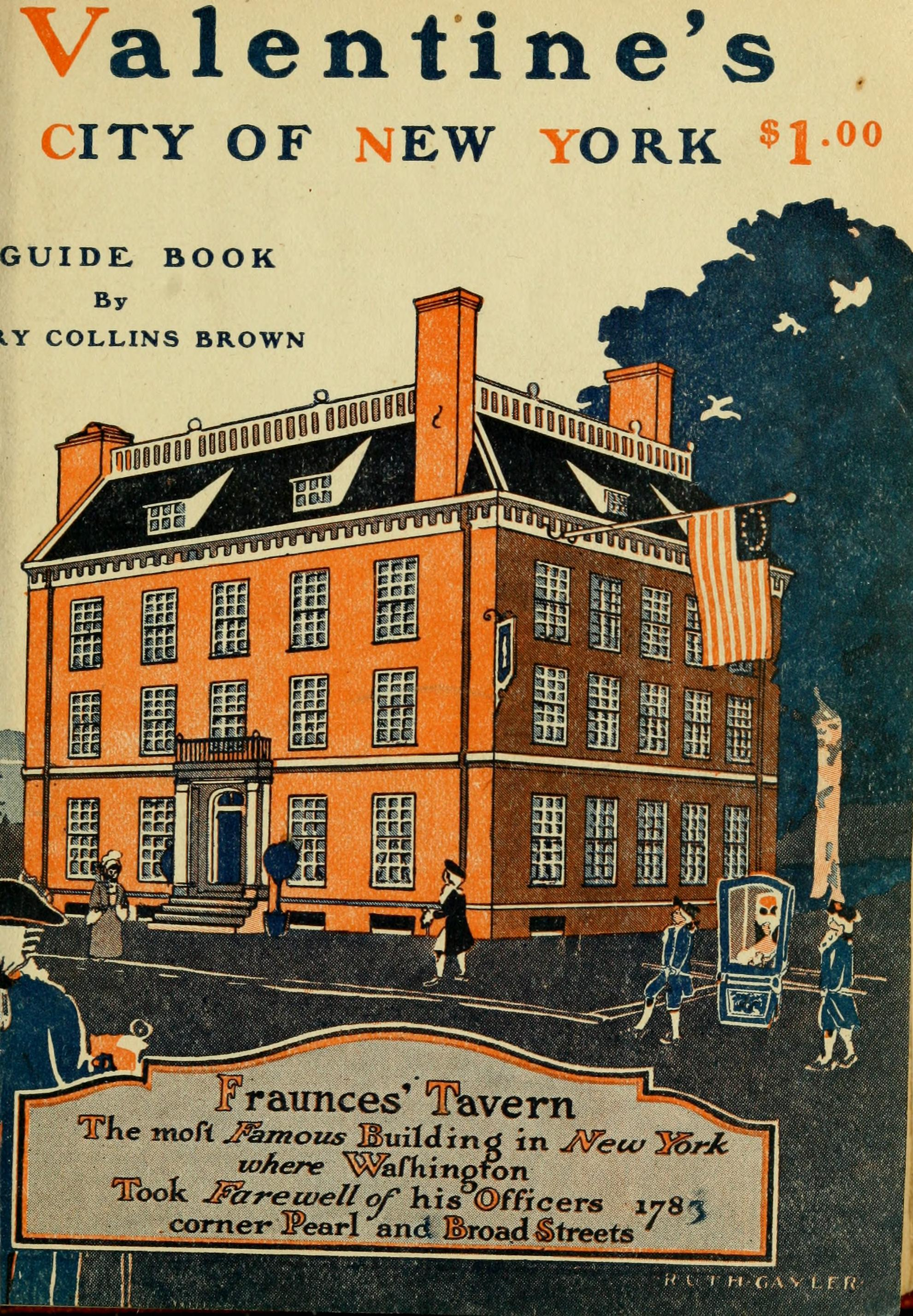
New York

Una guía turística o guía de viaje es un folleto para turistas o viajeros que proporcionan  detalles sobre una localidad o área geográfica, un destino turístico o un itinerario en particular. 
Una guía turística incluirá generalmente detalles de interés para el viajero tales como números de teléfono, direcciones, precios, valoraciones de hoteles, otros tipos de alojamientos y restaurantes. Así mismo, indicará los principales medios de transporte disponibles y puntos de embarque, itinerarios, precios o forma de adquirir los billetes. También incorpora teléfonos y direcciones de ayuda o para casos de emergencia: centros sanitarios, policía, embajadas, etc. Las recomendaciones prácticas incluyen tipos de cambio de moneda, códigos telefónicos o consideraciones higiénicas.
La guía turística suele contener información detallada sobre los centros y actividades culturales de la zona museos, teatro y parques de ocio, así como sus principales monumentos y lugares turísticos que el viajero puede visitar. A menudo la guía incorpora mapas con diverso detalle sobre la localidad o la zona geográfica, incluyendo cajeros y puntos de mayor interés como restaurantes etc.
En ocasiones, también introducen itinerarios recomendados. A menudo, la guía contiene también información histórica y cultural de la ciudad, país o región. 
Existen diversos tipos de guías turísticas que pueden centrarse en diversos aspectos del viaje, desde el viaje de aventura al viaje de relajación o estar dirigidas a viajeros con presupuestos más altos o más bajos. Otras se centran en intereses particulares y preocupaciones de ciertos grupos sociales, tales como lesbianas y gais o parejas. Del mismo modo, existen guías visuales que contienen gran cantidad de imágenes del destino y otras más enfocadas en las informaciones prácticas del viaje. 
Las guías turísticas generalmente están pensadas para ser utilizadas durante la realización de un viaje real por lo que suelen tener tamaños medianos o pequeños.

## Historia
La idea de una guía turística data del mundo árabe medieval, con el establecimiento de caza del tesoro como industria importante a partir de alrededor del siglo IX. Muchas guías turísticas para los viajeros en busca de los artefactos, de los monumentos y de los tesoros del cercano este antiguos fueron escritas por cazadores de tesoros y los alquimistas árabes experimentados que fueron superventas en el mundo árabe medieval. Éste era particularmente el caso en el Egipto árabe, donde las antigüedades egipcias antiguas fueron altamente valoradas por los primeros egiptólogos.

### Versión moderna

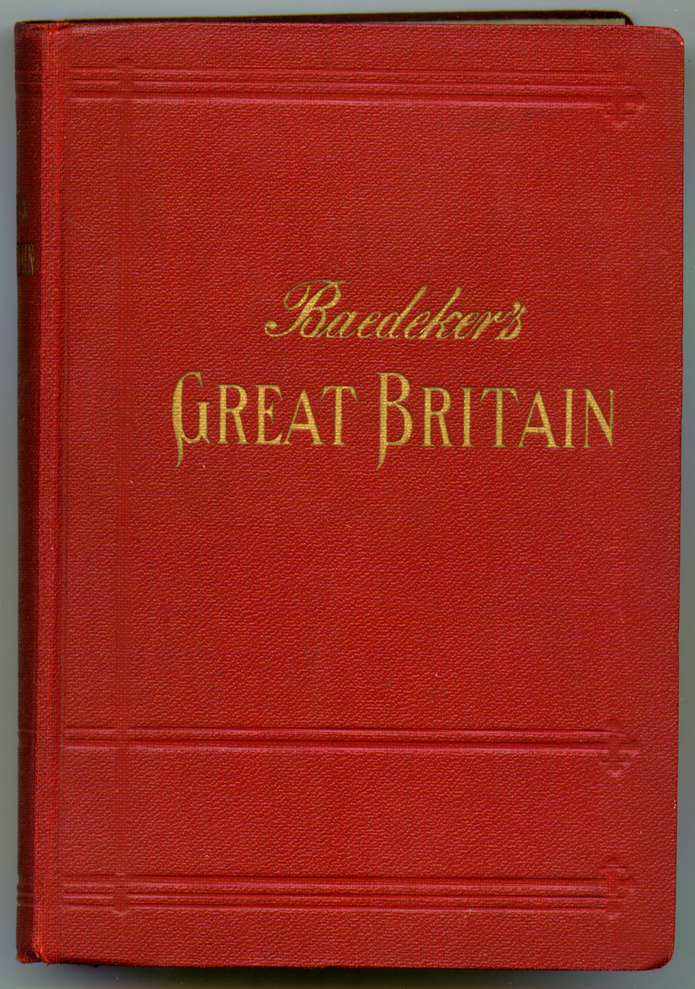
Guía Baedeker de Gran Bretaña

La guía turística del turista moderno fue inventada por separado por Karl Baedeker en Alemania (1835) y por John Murray III en Inglaterra (1836).  Baedeker y Murray produjeron la guía impersonal, objetiva; los trabajos anteriores a éstos combinaban información efectiva y la reflexión sentimental personal. La disponibilidad de los libros de Baedeker y Murray ayudaron a afilar y a separar el género de la narración de un viaje personal, que fue liberada de la carga de actuar como guía turística. Las "guías turísticas" de Baedeker y Murray eran enormemente populares y eran recursos estándar para los viajeros bien entrado el siglo XX. Como la Historia de Guillermo Wetmore dijo en los años 1860, cada inglés en el extranjero lleva un Murray para la información, y a un Byron para el sentimiento, y descubre por ellos qué se debe saber y sentir a cada paso.
Durante la Primera Guerra Mundial los dos redactores de los títulos de lengua inglesa de Baedeker salieron de la compañía y adquirieron los derechos a los manuales de Murray. Las guías turísticas resultantes, llamadas guías azules para distinguirlas de las Baedekers de cubierta roja, constituyen una de las series principales de guías turísticas de buena parte del siglo XX y todavía se publican en la actualidad.

### Tras la Segunda Guerra Mundial
Después de la Segunda Guerra Mundial, dos nuevos nombres emergieron que combinaron perspectivas europeas y americanas en viaje internacional. Christopher fodor, un autor de artículos del viaje húngaro de nacimiento, que había emigrado a los Estados Unidos antes de la guerra, escribió guías turísticas que presentaron a las audiencias de lectura inglesa a Europa continental. [[Arthur Frommer, soldado americano colocado en Europa durante la guerra de Corea, utilizó su experiencia viajera alrededor del continente como base para escribir Europa por $5 al día (1957), que presentó a lectores opciones para viajes de bajo presupuesto en Europa. Las guías turísticas de ambos autores se convirtieron en las fundaciones para series extensas cubriendo finalmente destinos de todo el mundo, incluyendo los Estados Unidos. En las décadas que siguieron, Let's Go]], Lonely Planet, Insight Guides, Rough Guides y una gran variedad de guías similares de viaje fueron desarrolladas, con variados enfoques.

### Mundo digital
Con la aparición de la tecnología digital, muchos editores dieron vuelta a la distribución electrónica, además o en vez de la publicación impresa. Esto puede tomar la forma de documentos transferibles para leer en un ordenador portátil o un dispositivo manual como la PDA o iPod o información en línea accesible vía una página web. Esto permitió a los editores mantener la información de esta guía turística más al día. Las guías tradicionales Lonely Planet, Rough Guides y In Your Pocket Guides y los recién llegado tales como Schmap está ofreciendo ahora las guías del viaje para ser descargadas directamente.
Con la llegada del iPhone y los teléfonos inteligentes, aparecen nuevas aplicaciones que toman en cuenta las funcionalidades de esos dispositivos móviles:
Existen nuevas aplicaciones de viaje como las de mTrip, que ofrecen funciones de itinerarios personalizados para ciudades, GPS y mapas, realidad aumentada, publicar y compartir.
Las nuevas guías en línea e interactivas tales como Tripadvisor, Wikiviajes, Wikitravel, World66, Travellerspoint, Vesconte y myGuidoo permiten a los viajeros individuales compartir sus propias experiencias y aportar información a la guía. Wikiviajes, Wikitravel, Travellerspoint y World66 tienen todo el contenido de sus guías actualizable por los usuarios y ponen la información en sus guías disponible como contenido abierto, libre para que otros lo utilicen.